# Блекаут (тканина)
Блекаут (від англ. blackout — «затемнення») належить до пінопластової тканини, що використовується для світлоізоляції. Затемняючі тканини найчастіше зустрічаються в готельних номерах як підкладки для штор або драпіровок, закриваючи велику частину світла, яке інакше проникало б через вікно, коли штори закриті. Для мандрівників, працівників третьої зміни та батьків дітей повне затемнення є важливим елементом у спальні. Крім віконних покриттів, інші види використання темних тканин включають шпалери, екрани кінопроєкторів і куполи планетарію.

## Виробництво
Процес виробництва блекауту був винайдений компанією Rockland Industries з Балтімора і включає покриття тканини шарами піни або «пропусками». Затемнення «2 шари» здійснюється шляхом нанесення двох проходів піни на тканину — спочатку на тканину наноситься чорний шар, потім поверх чорного наноситься білий або світлий шар. Затемнення «3 шари» проводиться шляхом нанесення спочатку шару білої піни на тканину, потім шару чорної піни, а потім третього і останнього шару білої або світлої піни.

## Використання
Тканина в «3 шари» дозволяє поєднувати декоративну поверхню та затемнювальну підкладку. Тканина «2 шари» не може бути використана таким чином, тому що чорну піну видно через тканинну сторону матеріалу. Крім блокування світла світломаскувальні тканини також ізолюють і мають шумопоглинаючі властивості завдяки своїй щільності та непрозорості.

## Типи
Існує багато типів щільних штор, як показано у наведеному нижче списку. Здебільшого ці щільні штори використовуються більше у Великій Британії та Німеччині, але в зимовий сезон попит на щільні штори досягає 300 %, ніж при звичайній покупці. І це також через екстремальну погоду, де щільні штори допомагають зберегти тепло в будинку. Нижче наведено типи щільних штор
- Термоізолюючі штори
- Ring Top Curtains
- Pencil Pleat Curtains
- 3D Blackout Curtains